# 新庄子 (臺中市神岡區)
新庄子，原寫為新庄仔，是臺灣臺中市神岡區的一個傳統地域名稱，位於該區西北部。相較於今日行政區，其範圍大致為新庄里不含東部邊界地帶。

## 歷史
台灣清治末期至日治初期，新庄子地區為一街庄，稱為「新庄仔庄」，隸屬於捒東上堡。該庄北隔大甲溪與四塊厝庄、舊社庄相望，東邊及南邊東側與圳堵庄為鄰，南邊西側及西南邊為大突藔庄，西北邊為楊厝藔庄。
1901年（日治明治三十四年）11月，全台廢縣廳改設二十廳，該庄隸屬於臺中廳。1903年（明治三十六年）6月，該庄編入「神崗區」，仍隸屬於臺中廳。1909年（明治四十二年）10月，合併二十廳為十二廳，神崗區隸屬不變。1920年（大正九年），全台地方制度大改正，廢十二廳改設五州二廳，該庄改制並雅化為「圳堵」大字，隸屬於臺中州豐原郡神岡庄。
戰後神岡庄改制為神岡鄉，隸屬於臺中縣，大字亦改制為村。1950年10月，中、彰、投分治，神岡鄉仍隸屬臺中縣。2010年12月，臺中縣市合併為直轄臺中市，神岡鄉改制為神岡區，村亦改制為里。

## 聚落
本地區有新庄、芭仔埔、模仔口等聚落。

## 交通
國道4號是清水至豐原的東西向高速公路，大致以西北—東南走向經過新庄子地區北部的大甲溪南岸地帶。境內未設交流道，西側最近的是與國道3號交會處的中港系統交流道，東側最近的是神岡交流道。
區道中73線（和睦路一段）是圳堵至西勢寮的道路，大致以東南—西北走向蜿蜒經過本地區中部。由該道路向東南轉南可前往圳堵並止於圳堵國小北側的區道中79線路口，向西北經楊厝寮轉南南西可前往吳厝、西勢寮並止於省道台10乙線路口。